# 曹氏
曹（そう）は、中国及び朝鮮半島に見られる漢姓のひとつ。中国の魏の国姓として著名である。曹を姓とする氏族は曹氏（そうし）という。
2020年の中華人民共和国の第7回全国人口調査（国勢調査）に基づく姓氏統計によると中国で30番目に多い姓であり、847.52万人がいる。一方、台湾の2018年の統計では第58位で、52,588人がいる。

## 由来
- 姫姓曹氏
  - 曹氏は姫姓である周の武王の弟・振鐸が曹（河南省）に封じられ、以後子孫たちが曹を氏とした。

また曹氏は邾国初代の国君・挾の氏でもあった。これは曹挾の祖先・姫晏安が帝舜により曹（古曹）に封ぜられて曹晏安＝姫姓曹氏の祖となったことに始まり、曹挾が武王により邾に封ぜられて邾俠＝曹姓邾氏の祖となるまで続いた。共に本姓が姫で曹に封ぜられた姫姓曹氏ではあったが、姓氏の重複が僅差もしくは短期間で避けられた曹振鐸の系統とは黄帝にまで溯らない限り全くかかわりが無い。
漢の高祖に仕えた曹参については、『史記』・『漢書』には記載が無いが、『三国志』が注に引く『魏書』には曹参は邾の血を引くとあり、その子孫が魏の創始者である曹操たち一族につながるとしている。しかし、魏王朝創設後の著作であり曹操の祖父の曹騰の伝に記載がないことから疑わしい。

## 著名な人物

### 三国時代魏の王族
- 曹操 - 後漢末期の武将・政治家。魏公、のち魏王に封じられた。
- 曹丕 - 三国時代の魏の初代皇帝。曹操の子。
- 曹彰 - 後漢末期から三国時代の魏の武将。曹操の子。
- 曹植 - 後漢末期から三国時代の魏の政治家・文学者。曹操の子。
- 曹節 - 曹操の娘。献帝の皇后。
- 曹真 - 後漢末期から三国時代の魏の武将。曹操・魏に仕えた。
- 曹休 - 後漢末期から三国時代の魏の武将。曹操・魏に仕えた。
- 曹洪 - 後漢末期から三国時代の魏の武将。曹操・魏に仕えた。
- 曹叡 - 三国時代の魏の二代皇帝。曹丕の子。
- 曹爽 - 三国時代の魏の政治家・武将。曹真の子。司馬懿に誅殺された。
- 曹芳 - 三国時代の魏の三代皇帝。司馬師に廃位された。
- 曹髦 - 三国時代の魏の四代皇帝。司馬昭に弑された。
- 曹奐 - 三国時代の魏の五代皇帝。魏の最後の皇帝で、司馬炎に禅譲。

### その他の著名な人物
- 曹参 - 秦末から前漢初期の前漢の武将・政治家。前漢建国の功臣。
- 曹節 (宦官) - 後漢末期の宦官。十常侍のひとり。
- 曹嶷 - 五胡十六国時代の群雄。石勒に滅ぼされる。
- 曹彬 - 後周・北宋の軍人。
- 曹国舅 - 八仙の一人、曹彬の孫。
- 曹雪芹 - 清の作家。『紅楼夢』の作者。
- 曹錕 - 清末民初の軍人、中華民国第5代大総統。
- 曹達華 - 俳優。
- 曹剛川 - 中華人民共和国の軍人。
- 曹乃謙 - 小説家。
- 曹大元 - 囲碁棋士。
- 曹格 - 歌手。

## 女性に対する「曹氏」の呼称
また、中国の史書では基本的に女性の名は書かず、父方の氏のみで呼ぶことが多いので、曹氏の女性一般を示す言葉でもある。例として数人を挙げる。
- 劉邦の側室で劉肥（悼恵王）の生母。出身地・生没年など全て不明であるが、劉邦が、沛県で亭長をしていた時期に劉肥を生んだとだけ記録があるので、おそらくは沛県の出身と考えられる。楚漢戦争を描いた中国のドラマ『大漢風 〜項羽と劉邦〜』に曹姫という役名で登場する人物に該当する。
- 後唐の始祖李克用の皇后、荘宗の母。
- 西夏の5代皇帝仁宗の母。